# Jens Hajslund
Jens Hajslund (n. 29 mai 1877, Hjerm⁠(d), Regiunea Midtjylland, Danemarca – d. 28 august 1964, Struer, Ringkøbing County⁠(d), Danemarca) a fost un trăgător de tir ce a reprezentat Danemarca, medaliat olimpic. A participat la o ediție a Jocurilor Olimpice (1912) în care a câștigat o medalie de bronz.

## Participări
Lista de mai jos prezintă principalele competiții la care a participat Jens Hajslund de-a lungul carierei.
- shooting at the 1912 Summer Olympics – men's 300 metre free rifle, team[*]